# Dude, Where's My Car?
Dude, Where's My Car? er en amerikansk filmkomedie fra 2000 om to dagdrivere, der vågner op efter en vild fest bare for at finde ud af at deres bil er væk. 
Filmen fik dårlige anmeldelser, selv fra en del kritikere, der udtalte at de elskede dumme film. Nogen påstod at filmen mindede for meget om hashfilmen Half-Baked. Dude, Where's My Car? har imidlertid formået at opnå en vis kultstatus, og den indtjente store beløb ved biograferne rundt omkring i verden.
Filmen blev instrueret af Danny Leiner, og havde Ashton Kutcher og Seann William Scott i hovedrollerne. Deres rollefigurer er meget som deres respektive rollefigurer fra Dengang i 70'erne og American Pie.
Brent Spiner, John Melendez, Andy Dick, Michael Bower, og Fabio har alle cameooptrædener i filmen.

## Rolleliste
| Skuespiller          | Rolle                          |
| -------------------- | ------------------------------ |
| Ashton Kutcher       | «Jesse»                        |
| Seann William Scott  | «Chester»                      |
| Jennifer Garner      | «Wanda»                        |
| Marla Sokoloff       | «Wilma»                        |
| Kristy Swanson       | «Christie Boner»               |
| David Herman         | «Nelson»                       |
| Hal Sparks           | «Zoltan»                       |
| Charlie O'Connell    | «Tommy»                        |
| John Toles-Bey       | «Mr. Pizzacoli»                |
| Christian Middelthon | Nordisk rumvæsen #1            |
| David Bannick        | Nordisk rumvæsen #2            |
| Turtle               | «Jeff»                         |
| Mitzi Martin         | Rumvæsenbabe med joggedress #1 |

## Handling
Jesse og Chester vågner med tømmermænd, uden at huske hvordan de kom hjem om natten. Deres hus er fyldt med dessertkasser, og der er en klagende besked fra deres kærester på telefonsvareren. De går ud af huset, og opdager at Jesses bil er væk, og i den lå gaverne de skulle give til deres kærester på etårsdagen for deres forhold. Dette får Jesse til at udbryde filmens titelspørgsmål: «Dude, where's my car?» 
Duoen begynder at gå opsøge deres skridt, fra den seneste aften, sådan at de kan finde ud hvor de forlod bilen. På vejen møder de en transseksuel stripper, UFO-tilhængere, rumvæsner og en strudsebonde.

## Opfølger
Der var på et tidspunkt rygter om en opfølger til filmen. Filmen Seriously Dude, Where's My Car skulle have startet produktionen i marts 2006. Den skulle have indeholdt begge hovedrolleindehaverne fra den første film, men da Seann William Scott udtalte at han ikke skulle deltage i opfølgeren i et australsk talkshow, viste det sig at filmen blev droppet.

## Andet
- Ordet «dude» bliver udtalt 85 gange i filmen
- Bilen de søger efter er en Renault 5